# 科馬里夫卡 (紹斯特卡區)
51°43′12″N 34°17′54″E / 51.72000°N 34.29833°E
科馬里夫卡（烏克蘭語：Комарівка）是位於烏克蘭東北部的村莊，由蘇梅州紹斯特卡區的埃斯曼市鎮負責管轄。該村處於克列文河畔，分別距離白貝雷扎1.5公里和哈爾基夫卡3公里，海拔高度163米，2001年人口116。